# Палая
Палая (на италиански: Palaia, стар правопис Palaja) е град и община в Италия, в региона Тоскана, провинция Пиза, в географския район Валдера. Населението му е около 4500 души (2008).